# Tanner Zone

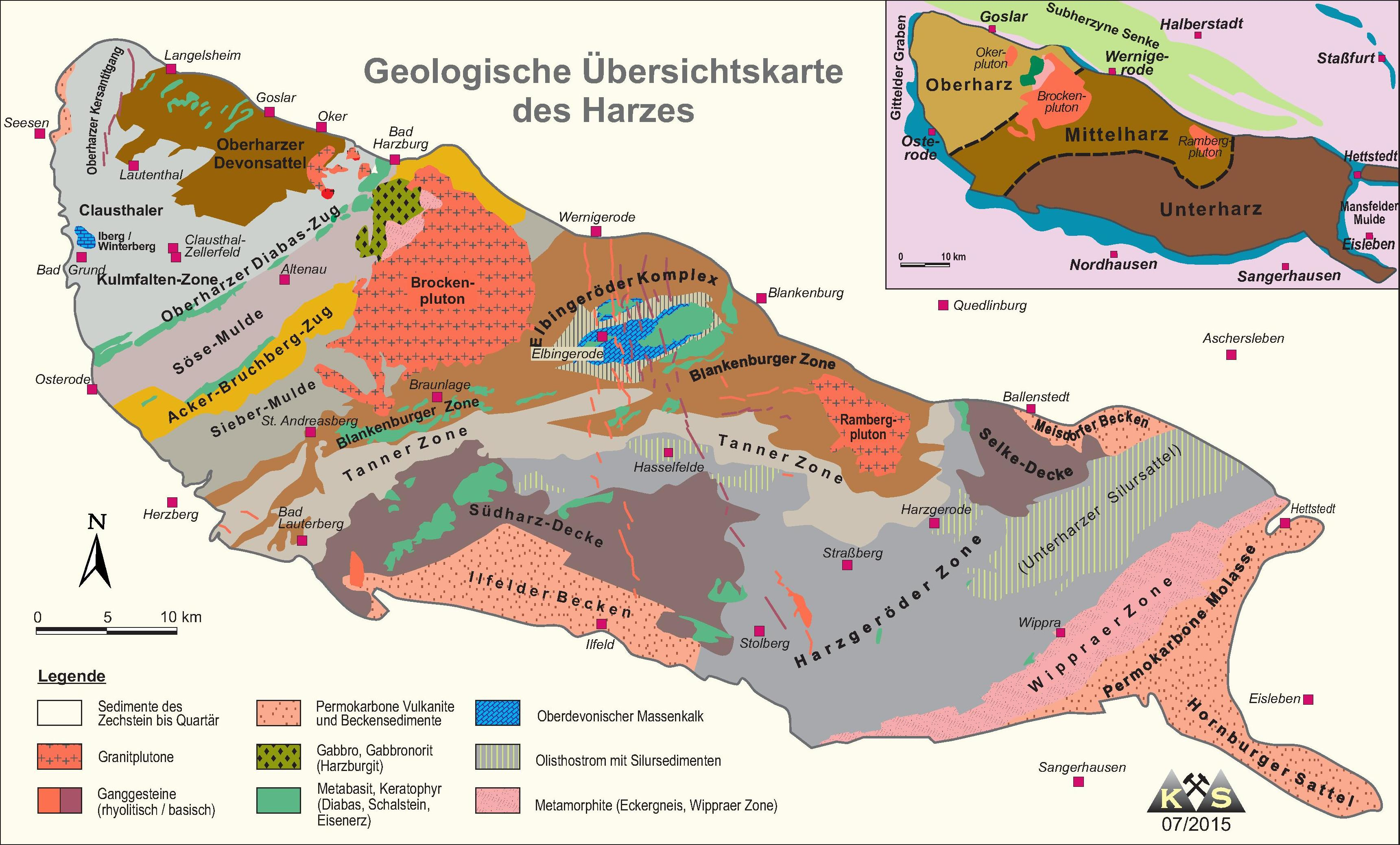
Geologische Übersichtskarte des Harzes (K. Stedingk, Landesamt für Geologie und Bergwesen Sachsen-Anhalt)

Die Tanner Zone (nach dem Ort Tanne) ist eine geologische Einheit des Mittelharzes. Die Tanner Zone bildet die östlichste Zone des Mittelharzes. Sie zieht sich von Bad Lauterberg in nordöstlicher Richtung bis an den Nordostrand des Harzes vor Harzgerode (dem namensgebende Ort für die sich im Ostteil südlich anschließende Harzgeröde Zone) hin.
Der aus karbonen Grauwacken aufgebaute Tanner Grauwackenzug wird von oberdevonischen klastischen Sedimenten unterlagert.

Dem Autor Egon Hasse zufolge setzt sich der Tanner Grauwackenzug 

„vorwiegend aus Grauwacken, Platten- und Tonschiefern des oberen Oberdevon und des Unterkarbon zusammen. Die Gesteine enthalten häufig Reste baumförmiger Bärlappgewächse, der Cyclostigmen.“

Es sind bis zu 500 m mächtige Grauwacken sowie oberdevonische Rot- und Wetzschiefer, Kieselschiefer und Flinzkalke vorhanden.